# Mémoire meurtrière
Pour les articles homonymes, voir Memory.
Pour plus de détails, voir Fiche technique et Distribution.
Mémoire meurtrière (Memory) est un film américain réalisé par Martin Campbell et sorti en 2022. Il s'agit d'une adaptation cinématographique du roman De zaak Alzheimer de Jef Geeraerts, déjà porté à l'écran dans La Mémoire du tueur.

## Synopsis
Alex Lewis, tueur à gages, commence à montrer des signes de la maladie d'Alzheimer. Il continue malgré tout à assurer ses « contrats ». Il va cependant comprendre qu'on lui demande d'effacer toutes traces d'un réseau pédophile. Alex va alors contre toute attente faire appel à un policier, Vincent Serra, qui enquête sur ce même réseau criminel.

## Fiche technique
Sauf indication contraire, les informations mentionnées dans cette section peuvent être confirmées par la base de données cinématographiques IMDb,  présente dans la section « Liens externes ».
- Titre français : Mémoire meurtrière[1],[2]
- Titre original : Memory
- Réalisation : Martin Campbell
- Scénario : Dario Scardapane, d'après le roman De zaak Alzheimer de Jef Geeraerts
- Musique : Photek
- Décors : Wolf Kroeger
- Costumes : Irina Kotcheva
- Photographie : David Tattersall
- Montage : Jo Francis
- Production : Moshe Diamant, Sagiv Diamant, Michael Heimler, Rupert Maconick, Arthur M. Sarkissian et Cathy Schulman

Coproducteur : Marilyn Brindis
Producteur délégué : Teddy Schwarzman
- Sociétés de production : Arthur Sarkissian Productions, Black Bear Pictures, Camera Hogs, Signature Pictures et Welle Entertainment
- Sociétés de distribution : Open Road Films / Briarcliff Entertainment (États-Unis)
- Pays de production :  États-Unis
- Langue originale : anglais
- Format : couleur
- Genre : action, thriller
- Durée : 114 min.
- Date de sortie[3] :
  - États-Unis : 29 avril 2022
  - France : 29 juillet 2022 (en VOD sur Prime Video[2])

## Distribution
- Liam Neeson (VQ : Éric Gaudry) : Alex Lewis
- Guy Pearce (VQ : Frédéric Paquet) : Vincent Serra
- Monica Bellucci (VQ : elle-même) : Davana Sealman
- Ray Stevenson (VQ : Sylvain Hétu) : Dany Mora
- Harold Torres (VQ : Alexandre Fortin) : Hugo Marquez
- Taj Atwal (en) (VQ : Sofia Blondin) : Linda Amistead
- Ray Fearon (VQ : Patrick Chouinard) : Gerald Nussbaum
- Natalie Anderson (en) : Maryanne Borden
- Lee Boardman (en) (VQ : Manuel Tadros) : Mauricio
- Daniel de Bourg (VQ : Maël Davan-Soulas) : William Borden
- Mia Sanchez (VQ : Gabrielle Shulman) : Beatriz

## Production
Le scénario est inspiré du roman De zaak Alzheimer de Jef Geeraerts, déjà adapté au cinéma dans le film belge La Mémoire du tueur (2003) d'Erik Van Looy. En 2014, Brian De Palma est annoncé pour réaliser une adaptation américaine du roman avec Al Pacino, intitulée Retribution. Le projet ne se concrétisera finalement pas. En février 2020, Liam Neeson est annoncé dans le rôle du tueur dans Memory, nouveau projet d'adaptation de l'œuvre de Jef Geeraerts, cette fois réalisée par Martin Campbell.
En avril 2021, le tournage débute en Bulgarie alors que Guy Pearce, Monica Bellucci ou encore Ray Fearon sont également annoncés à la distribution. Quelques plans sont réalisés à El Paso au Texas.